# 布琼尼帽

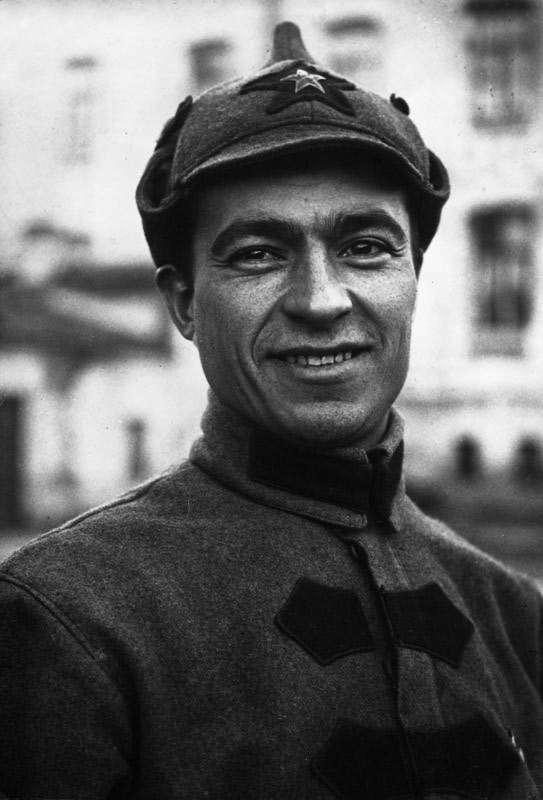
1926年，一名戴着布琼尼帽的苏联红军战士。

布琼尼帽（俄語：будёновка，羅馬化：budyonovka，IPA：[bʊˈdʲɵnəfkə]）是一种独特的软帽，可以覆盖住耳朵与脖子，护耳部分可以向上翻折，或在下巴处用扣子系住。在俄国内战（1917-1922）及其后的苏联红军采用。正式名字是“密纹平织盔形帽”（шлем суконный）。因红军骑兵指挥员布琼尼或伏龙芝而俗称“布琼尼帽”或“伏龙芝帽”。

## 历史
第一次世界大战期间，俄国画家维克托·米哈伊洛维奇·瓦斯涅佐夫根据基辅罗斯的尖顶头盔而创意设计的新式军服的帽子。最初根据俄罗斯民间传说英雄博加特耶尔命名为“博加特尔卡”（богатырка）。
十月革命后的俄国内战中，组建之初的红军的服装五花八门，能获取到什么服装就穿什么。布琼尼的第一骑兵军从沙俄军事被装仓库中找到了一批“博加特尔卡”军帽，并在帽子正面缝上了一颗巨大的赤色五角星，作为该部的醒目的军帽。随着第一骑兵军转战各个战场的辉煌胜利，这种帽子流行起来，逐渐成为红军的文化符号标志，取代了五花八门的各式帽子，并被大众称为“布琼尼帽”。
布琼尼帽在苏联早期并没有成为制式军帽，因为它耗用昂贵的羊毛、并不能提供很好的冬季保暖，也不能与钢盔配套使用。1935年，苏联红军开始使用船型帽。苏德战争时期，一些敌后苏联游击队员还使用布琼尼帽。 
二战后，布琼尼帽成为苏联少年儿童的有历史文化涵义的童帽。

## 图片

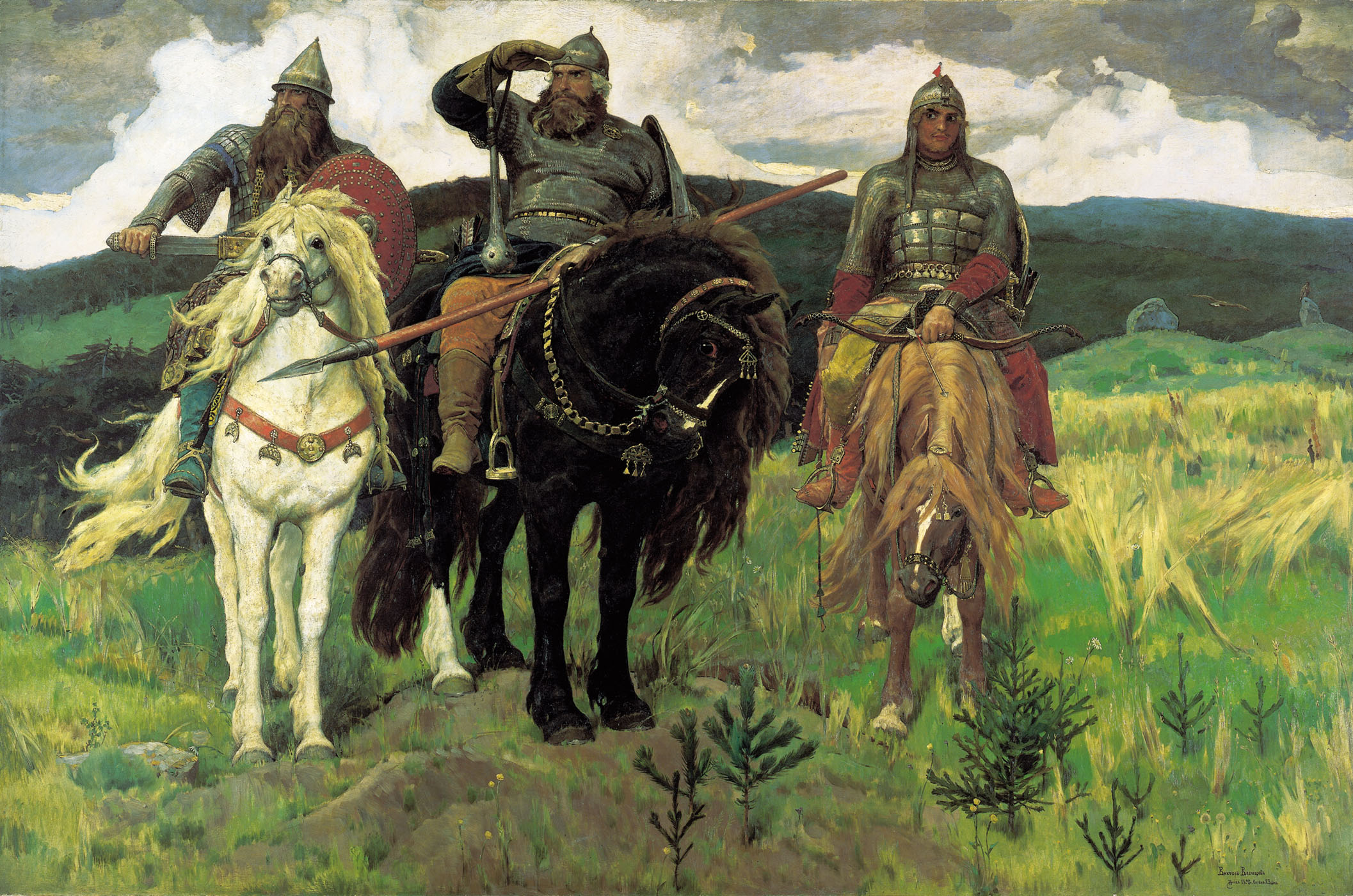
维克托·米哈伊洛维奇·瓦斯涅佐夫的创意来自历史传说中的三位罗斯勇士
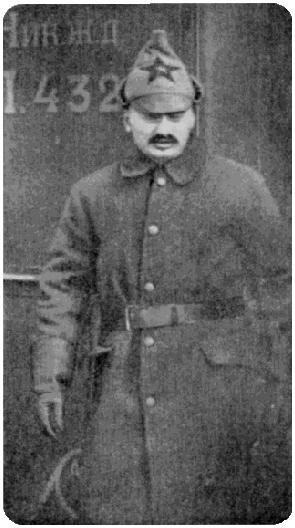
列夫·达维多维奇·托洛茨基在俄国内战期间头戴布琼尼帽.